# Борівська селищна рада (Борівський район)
Бо́рівська се́лищна ра́да — адміністративно-територіальна одиниця та орган місцевого самоврядування в Ізюмському районі Харківської області. Адміністративний центр — селище Борова.

## Загальні відомості
- Борівська селищна рада утворена 14 березня 1968 року.
- Територія ради: 153,313 км²
- Населення ради: 8 078 осіб (станом на 2001 рік)
- Водоймища на території, підпорядкованій даній раді: річки Балка Лиминська, Борова, Оскільське водосховище.

## Населені пункти
Селищній раді підпорядковані населені пункти:
- смт Борова
- с. Бойні
- с. Новоплатонівка
- с. Шийківка

## Склад ради
Рада складається з 30 депутатів та голови.
- Голова ради: Тертишний Олександр Володимирович
- Секретар ради: Кучма Ірина Володимирівна

### Керівний склад попередніх скликань
| Прізвище, ім'я, по батькові       | Основні відомості                                                        | Дата обрання | Дата звільнення |
| --------------------------------- | ------------------------------------------------------------------------ | ------------ | --------------- |
| Чмирьова Людмила Володимирівна    | Селищний голова, 1953 року народження, позапартійна                      | 26.03.2006   | 31.10.2010      |
| Тертишний Олександр Володимирович | Селищний голова, 1958 року народження, освіта вища, член Партії регіонів | 31.10.2010   |                 |

Примітка: таблиця складена за даними сайту Верховної Ради України

### Депутати
За результатами місцевих виборів 2010 року депутатами ради стали:

#### За суб'єктами висування
| Суб'єкт висування                                       | Кількість обраних депутатів | %    |
| ------------------------------------------------------- | --------------------------- | ---- |
| Партія регіонів                                         | 17                          | 56,7 |
| Самовисування                                           | 9                           | 30   |
| Політична партія Всеукраїнське об'єднання «Батьківщина» | 2                           | 6,7  |
| Аграрна партія України                                  | 1                           | 3,3  |
| Політична партія «Сильна Україна»                       | 1                           | 3,3  |

#### За округами
| № округу                                                | Прізвище, ім'я, по батькові       | Дата визнання обраним | Освіта  | Партійна приналежність                  | Відомості про обраного депутата                |
| ------------------------------------------------------- | --------------------------------- | --------------------- | ------- | --------------------------------------- | ---------------------------------------------- |
| Аграрна партія України                                  |                                   |                       |         |                                         |                                                |
| 15                                                      | Радченко Алла Іванівна            | 03.11.2010            | вища    | член Аграрної партії України            | тимчасово не працює                            |
| Партія регіонів                                         |                                   |                       |         |                                         |                                                |
| 3                                                       | Єдін Любов Тихонівна              | 03.11.2010            | середня | член Партії регіонів                    | Борівська ЦРЛ, молодша медсестра               |
| 4                                                       | Небувайло Олександр Іванович      | 03.11.2010            | середня | член Партії регіонів                    | приватний підприємець                          |
| 8                                                       | Кавун Володимир Володимирович     | 03.11.2010            | вища    | член Партії регіонів                    | Борівська РДА, начальник управління АПР        |
| 11                                                      | Кучма Ірина Володимирівна         | 03.11.2010            | вища    | позапартійна                            | Борівська РДА, методист відділу освіти         |
| 13                                                      | Лисенко Олександр Григорович      | 03.11.2010            | вища    | член Партії регіонів                    | Борівське Лісництво, майстер                   |
| 14                                                      | Волкова Наталія Василівна         | 03.11.2010            | середня | член Партії регіонів                    | пенсіонер                                      |
| 16                                                      | Нешта Тетяна Миколаєвна           | 03.11.2010            | вища    | член Партії регіонів                    | Борівське статистичне відділення, начальник    |
| 17                                                      | Таранець Олександра Олександрівна | 03.11.2010            | вища    | член Партії регіонів                    | Борівська ЦРЛ, медсестра                       |
| 18                                                      | Шейко Наталія Борисівна           | 03.11.2010            | середня | член Партії регіонів                    | ДНЗ № 3, вихователь                            |
| 19                                                      | Шелупець Олена Афанасіївна        | 03.11.2010            | вища    | член Партії регіонів                    | Борівський відділ освіти, логопед              |
| 21                                                      | Бондаренко Юрій Васильович        | 03.11.2010            | вища    | член Партії регіонів                    | тимчасово не працює                            |
| 22                                                      | Болгарський Володимир Олексійович | 03.11.2010            | вища    | член Партії регіонів                    | пенсіонер                                      |
| 23                                                      | Дуднік Олександр Степанович       | 03.11.2010            | вища    | член Партії регіонів                    | Борівська РСС, голова правління                |
| 24                                                      | Болгарська Наталія Григорівна     | 03.11.2010            | середня | член Партії регіонів                    | тимчасово не працює                            |
| 25                                                      | Тютя Андрій Васильович            | 03.11.2010            | середня | член Партії регіонів                    | Відділ культури, спеціаліст                    |
| 26                                                      | Забиренко Яна Миколаївна          | 03.11.2010            | середня | член Партії регіонів                    | фельдшерсько-акушерський пункт, завідувачка    |
| 28                                                      | Мальований Валентин Федорович     | 03.11.2010            | вища    | член Партії регіонів                    | Шийківська загальноосвітня школа, директор     |
| Політична партія Всеукраїнське об'єднання «Батьківщина» |                                   |                       |         |                                         |                                                |
| 6                                                       | Гордійченко Юрій Григорович       | 03.11.2010            | середня | позапартійний                           | Борівська рай СЕС, помічник лікаря-гігієніста  |
| 29                                                      | Нікітенко Галина Василівна        | 03.11.2010            | середня | позапартійна                            | Шійківський сільський БК, завідувачка          |
| Політична партія «Сильна Україна»                       |                                   |                       |         |                                         |                                                |
| 27                                                      | Гнєдаш Володимир Васильович       | 03.11.2010            | вища    | член Політичної партії «Сильна Україна» | тимчасово не працює                            |
| Самовисування                                           |                                   |                       |         |                                         |                                                |
| 1                                                       | Дзюба Борис Миколайович           | 15.11.2010            | вища    | позапартійний                           | пенсіонер                                      |
| 2                                                       | Мартиненко Володимир Іванович     | 03.11.2010            | вища    | позапартійний                           | пенсіонер                                      |
| 5                                                       | Степаненко Марина Вікторівна      | 03.11.2010            | вища    | позапартійна                            | Борівська ЦРЛ, сімейний лікар                  |
| 7                                                       | Шапошніков Ігор Валентинович      | 03.11.2010            | середня | позапартійний                           | підприємець                                    |
| 9                                                       | Алєксандрова Алла Михайлівна      | 03.11.2010            | вища    | позапартійна                            | Борівська селищна рада, спеціаліст 2 категорії |
| 10                                                      | Виноградський Віктор Іванович     | 03.11.2010            | вища    | позапартійний                           | підприємець                                    |
| 12                                                      | Шапошнікова Олександра Василівна  | 03.11.2010            | вища    | позапартійна                            | Борівська ДМШ, вчитель                         |
| 20                                                      | Шутько Роман Сергійович           | 03.11.2010            | вища    | позапартійний                           | Борівська РДА, інспектор держтехнагляду        |
| 30                                                      | Гомон Василь Олексійович          | 03.11.2010            | вища    | член Партії регіонів                    | АПР, головний спеціаліст                       |